# Массовая культура

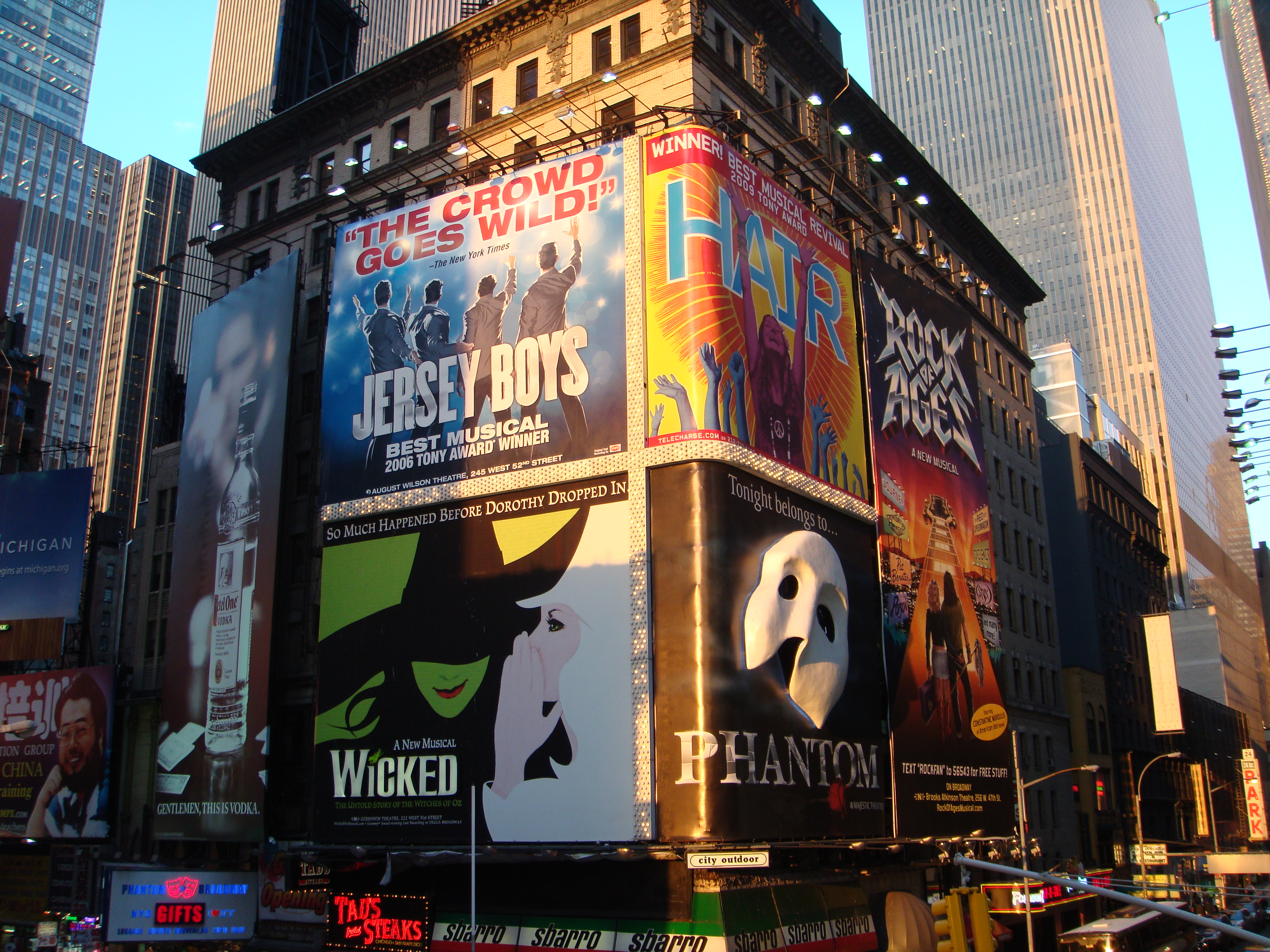
Реклама мюзиклов в Театральном квартале Манхэттена. Бродвейский театр, как и голливудское кино, оказал огромное влияние на формирование сегодняшней массовой культуры.

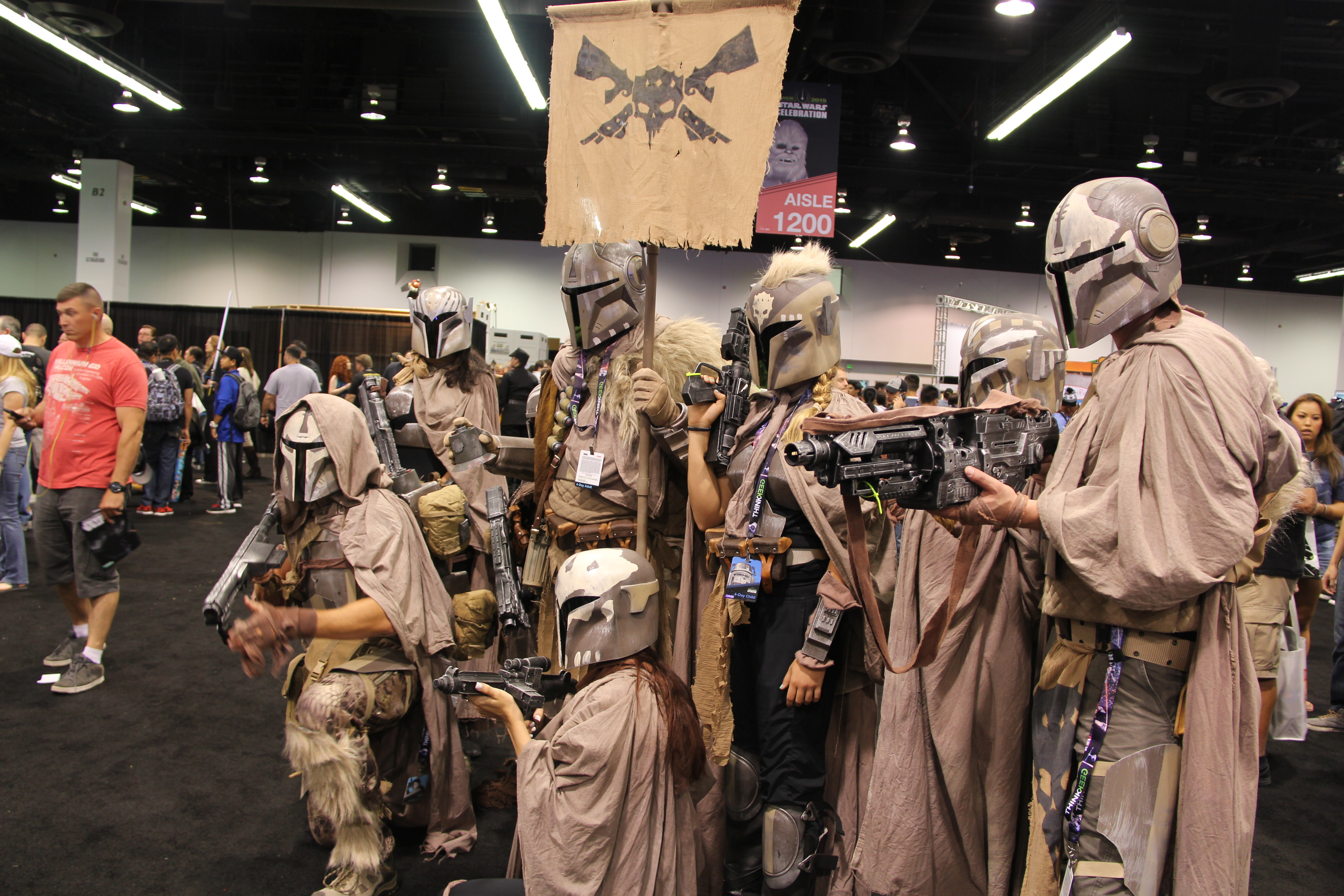
Косплей на Star Wars Celebration в Анахайме, апрель 2015 года

Ма́ссовая культура (масскульту́ра, англ. mass culture; популярная культура, англ. popular culture; поп-культура, англ. pop culture; культура большинства) — культура быта, развлечений и информации, преобладающая в современном обществе. Она включает в себя такие явления, как средства массовой информации (в том числе интернет, телевидение, радио), спорт, кинематограф, музыка, массовая литература, изобразительное искусство и так далее.
Содержание массовой культуры обусловлено ежедневными событиями, стремлениями и потребностями, составляющими жизнь большинства населения (то есть мейнстрима).
Термин «массовая культура» возник в 1940-х годах в текстах Макса Хоркхаймера и Дуайта Макдональда, посвящённых критике телевидения, и получил широкое распространение благодаря трудам представителей Франкфуртской социологической школы.

## История

### XVIII и XIX век
Предпосылки формирования массовой культуры заложены в самом наличии структуры общества. Хосе Ортега-и-Гассет сформулировал известный подход к структуризации по признаку творческой потенции. Тогда возникает представление о «творческой элите», которая, естественно, составляет меньшую часть общества, и о «массе» — количественно основной части населения. Соответственно становится возможно говорить и о культуре элиты («элитарной культуре») и о культуре «массы» — «массовой культуре». В этот период происходит разделение культуры, детерминированное формированием новых значительных социальных слоёв, получающих доступ к полноценному образованию, но не принадлежащих к элите. Получая возможность для осознанного эстетического восприятия явлений культуры, вновь возникающие социальные группы, постоянно коммуницирующие с массой, делают значимыми в общественном масштабе явления «элитарной» и одновременно проявляют интерес к «массовой» культуре, в некоторых случаях происходит их смешение (см. напр. Чарльз Диккенс).

### XX век

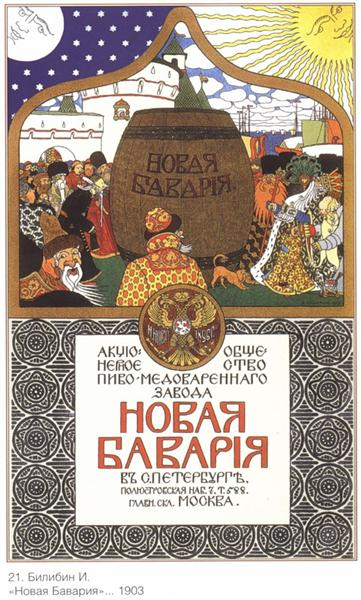
Реклама пива авторства И. Билибина, 1903 год

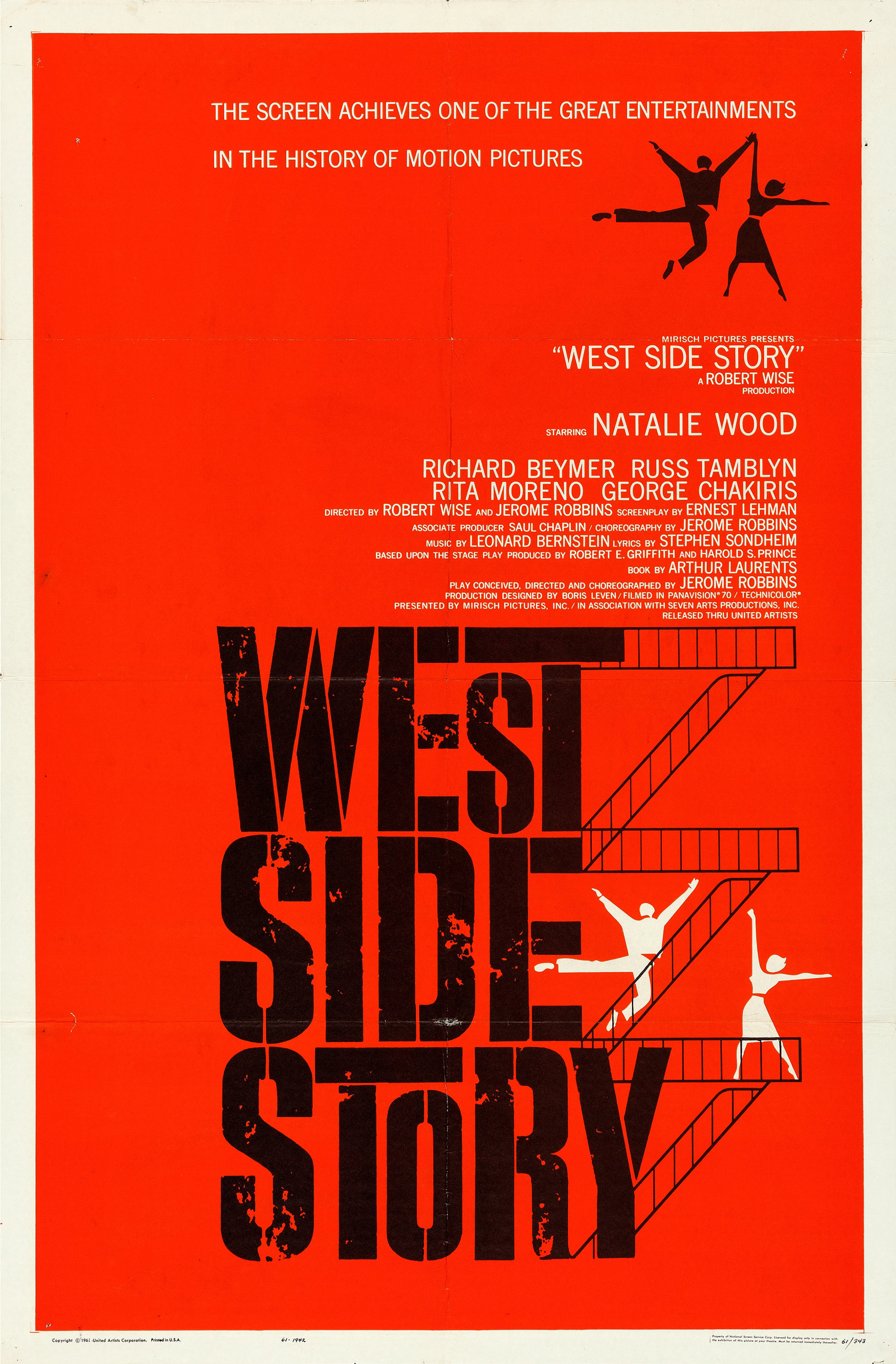
Реклама фильма «Вестсайдская история», представляющего собой адаптацию классической пьесы Уильяма Шекспира «Ромео и Джульетта» (1961 год)

Массовая культура XX века тесно связана с рекламой. Ещё с конца XIX века известные художники (А. Тулуз Лотрек, А. Муха, И. Билибин и многие другие) делали рекламу настоящим произведением изобразительного искусства. А во второй половине XX века реклама породила такое направление в искусстве, как поп-арт, ставшее частью массовой культуры.
Массовая культура во многом основана на ремейке в широком смысле слова: от комикса (например, роман «Анна Каренина» в виде американского комикса) до стёба (например, изображённая Марселем Дюшаном Мона Лиза с усами и бородой). В телесериалах с героями, живущими в разное время и в разных странах, происходят похожие истории. Удавшийся, «кассовый» фильм получает продолжение
(сиквел): фильмы «Рокки» — 1, 2, 3; «Челюсти» — 1, 2 и т. д..
В XX веке возникла массовая эстрадная музыка (популярная музыка) в том смысле, как она существует в настоящее время. До этого авторы и исполнители развлекательной музыки не воспринимались как социально значимые. В XX веке, когда возник музыкальный бизнес, распространение звукозаписывающей и звукотранслирующей техники позволило людям массово приобщаться к музыке любого направления, но лишь развлекательная музыка в общественном сознании и в культурном дискурсе получила статус массовой. К эстрадным песням-шлягерам применимы все законы эпохи «культуры потребления»: легко потребляемое, доступное (по смыслу и формату, формам приобщения), постоянно обновляемое или совсем новое. Во второй половине XX века нацеленность массовой музыки на развлекательность сохранилась, однако она обогатилась новыми характеристиками, свойственными культуре постмодерна: игра (глэм-рок и т. п.), эпатаж (хеви-металл, шок-рок и т. п.), театральность (диско, панк, хип-хоп и т. п.). Главным жанром массовой музыки со второй половины XX века стала рок-музыка. Она большей частью коммерциализирована, и для её продвижения используются различные маркетинговые технологии (новая песня — новый концертный тур, использование в кино и т.п.)
В XX веке массовое общество и сопряжённая с ним массовая культура стали предметом исследований виднейших учёных в разных научных областях: философов Хосе Ортеги-и-Гассета («Восстание масс»), Карла Ясперса («Духовная ситуация времени»), Освальда Шпенглера («Закат Европы»); социологов Жана Бодрийяра («Фантомы современности»), Питирима Сорокина («Человек. Цивилизация. Общество.») и других. Анализируя массовую культуру, каждый из них отмечает тенденцию к её коммерциализации.
Карл Маркс, анализируя проблемы рыночной экономики, отмечал коммерциализацию литературного труда: 

«Мильтон, написавший „Потерянный рай“ и получивший за него 5 ф. ст., был непроизводительным работником. Напротив, писатель, работающий для своего книгопродавца на фабричный манер, является производительным работником. Мильтон создавал „Потерянный рай“ с той же необходимостью, с какой шелковичный червь производит шёлк. Это было действительное проявление его натуры. Потом он продал своё произведение за 5 ф. ст. А лейпцигский литератор-пролетарий, фабрикующий по указке своего издателя книги… является производительным работником, так как его производство с самого начала подчинено капиталу, и совершается только для увеличения стоимости этого капитала».

Говоря об искусстве в целом, приблизительно аналогичную тенденцию отмечал Сорокин в середине XX века: «Как коммерческий товар для развлечений, искусство всё чаще контролируется торговыми дельцами, коммерческими интересами и веяниями моды… Подобная ситуация творит из коммерческих дельцов высших ценителей красоты, принуждает художников подчиняться их требованиям, навязываемым вдобавок через рекламу и другие средства массовой информации».
В начале XXI века современные исследователи констатируют те же культурные явления:

«Современные тенденции имеют кумулятивный характер и уже привели к созданию критической массы изменений, затронувших самые основы содержания и деятельности культурных институтов. К наиболее значимым из них, на наш взгляд, относятся: коммерциализация культуры, демократизация, размывание границ — как в области знания, так и в области техники, — а также преимущественное внимание к процессу, а не к содержанию».

Отношение к массовой культуре в современной философской и культурологической мысли не является однозначным. Если Карл Ясперс назвал массовое искусство «упадком сущности искусства», а Жан Бодрийяр говорил, что все сферы современного искусства «входят в трансэстетическую сферу симуляции», то эти концепции были пересмотрены в 1960—1970 годах в рамках постмодернизма, уничтожившего для многих исследователей противопоставление массовой и элитарной культур качественного оценочного смысла. Говоря об искусстве (подразумевая элитарное искусство) начала XX века, Ортега-и-Гассет говорил о его дегуманизации.

## Влияние на человеческие качества и социальное поведение
Исследование, опубликованное в журнале Cyberpsychology, демонстрирует, что в 1997 году самые популярные детские шоу (для детей 9—11 лет) выражали (по мнению взрослых зрителей) следующие доминирующие ценности: общность с другими людьми и доброту. Слава занимала пятнадцатое место из шестнадцати. К 2007 году слава поднялась на первое место, за ней следовали успех, имидж, популярность и деньги. Чувство общности опустилось на одиннадцатое место, а доброта — на двенадцатое.
Опрос 16-летних подростков в Великобритании показал, что 54 % из них намерены стать «звёздами».
Другой опрос показал, что среди детей в возрасте до 10 лет 75 % уверены, что счастье можно купить за деньги. На вопрос, кем они хотят стать, когда вырастут, более 20 % отвечают, что хотят «просто быть богатыми».
Согласно публикации в International Journal of Cultural Studies, люди, наиболее заинтересованные в сплетнях о звёздах шоу-бизнеса, втрое реже участвуют в какой-либо местной организации и вдвое реже становятся волонтёрами, чем те, кто предпочитает новости другого рода. Они также меньше всех вовлечены в политику, склонны протестовать и участвовать в выборах.
Антрополог Грант МакКракен путём поиска в базе данных выяснил, кто становился знаменитым в США в различные исторические периоды. С 1900 по 1910 год актёры привлекли к себе 17 % внимания, это чуть меньше, чем физики, химики и биологи, вместе взятые. Кинорежиссёры получили 6 %, а писатели — 11 %. В период с 1900 до 1950 года у актёров — 24 %, а у писателей — 9 %. К 2010 году на долю актёров приходилось 37 % (в четыре раза больше, чем у учёных), а доля кинорежиссёров и писателей снизилась до 3 %.